# Sekundär anemi
Sekundär anemi är en oftast måttlig anemi som är en manifestation av en allvarligare bakomliggande sjukdom.

## Diagnos
- MCV och MCHC är oftast normala (normocytär och normokrom anemi) men kan också kan vara låga.
- Till skillnad mot järnbristanemi är både serumjärn och TIBC lågt.
- Ofta tecken på inflammation.

Järnbrist kan förekomma samtidigt som sekundär anemi och ge en svårare anemi.

## Behandling
Behandlingen inriktas på den underliggande sjukdomen.